# Бредов, Асмус Эренрайх фон
Асмус Эренрайх фон Бредов (нем. Asmus Ehrenreich von Bredow; 29 апреля 1693, Зенцке, Хафельланд, Бранденбург — 15 февраля 1756, Хальберштадт) — прусский военачальник, генерал-лейтенант и губернатор крепости Кольберг (ныне Колобжег, Польша).

## Биография

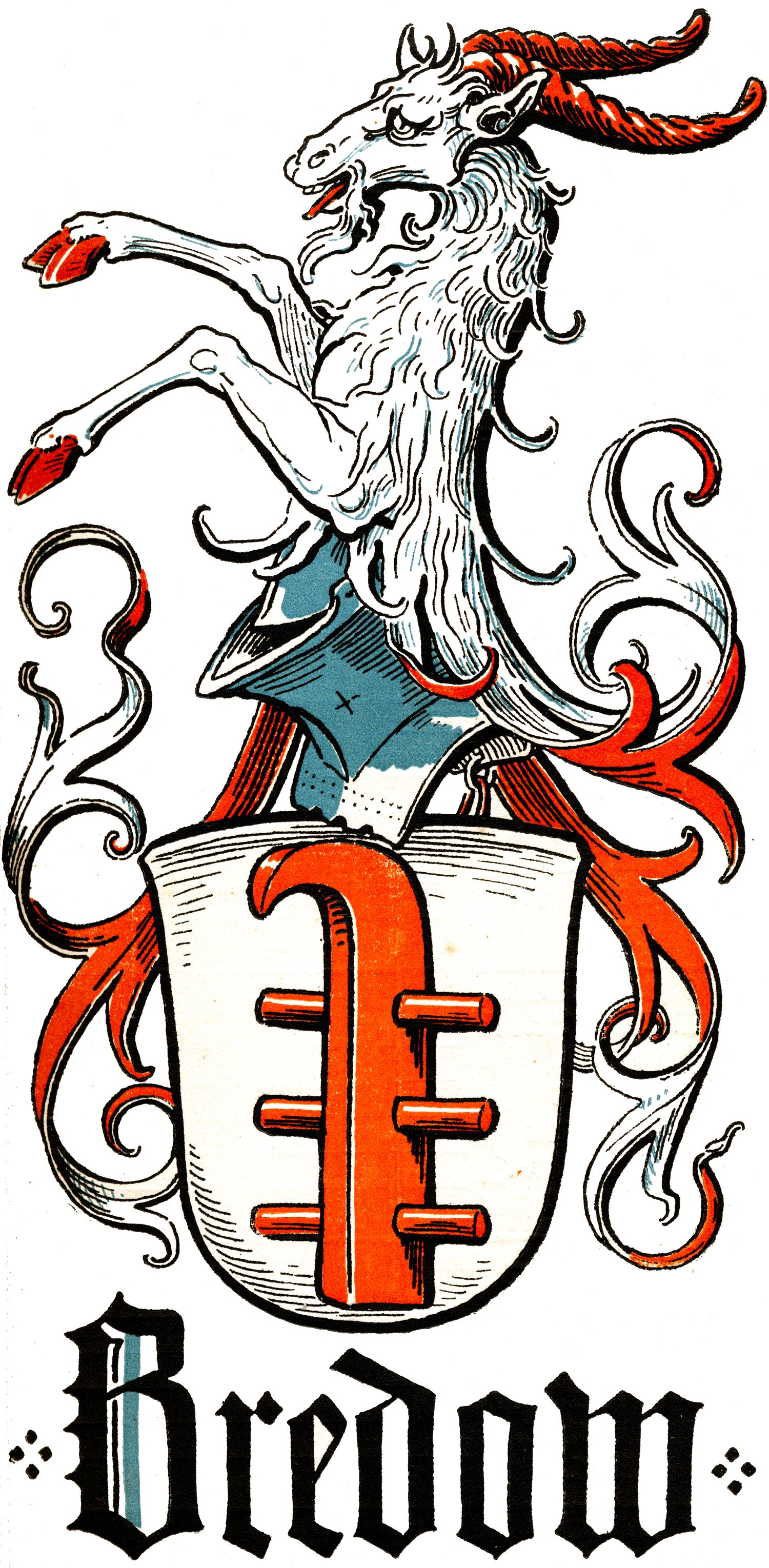
Родовой герб фон Бредов

Аристократ, сын Асмуса Эренрайха фон Бредова «Старшего» (1646—1705) и его жены Катарины Марии фон Брист. Потомственный наследник владений Вориншен в Восточной Пруссии.
С 1711 по 1713 год обучался в университете Галле, в 1714 году вступил в прусскую армию. В 1715 году принял участие в походе в Померанию (1715/1716). Был фаворитом прусского короля Фридриха Вильгельма I и во время его болезни находился у смертного одра короля. Новый король Фридрих II повысил его в 1740 году до майора только что созданной гвардии. В 1744 году служил в 21-м пехотном полку, командиром которого оставался до 1756 года.
Участник войны за австрийское наследство в рядах прусской армии Фридриха Великого. В 1743 году стал генерал-майором, командиром 33-го пехотного полка. 24 мая 1747 года получил чин генерал-лейтенанта, в 1748 году был награждён орденом Чёрного орла. В 1743 году стал также окружным капитаном Шлиссельбурга. В сентябре 1749 года назначен губернатором Кольберга.
В ноябре 1753 года стал почётным членом Королевской прусской академии наук.
Похоронен в Хальберштадтском соборе.
Его имя указано на Конной статуе Фридриха Великого в Берлине.